# Baubo

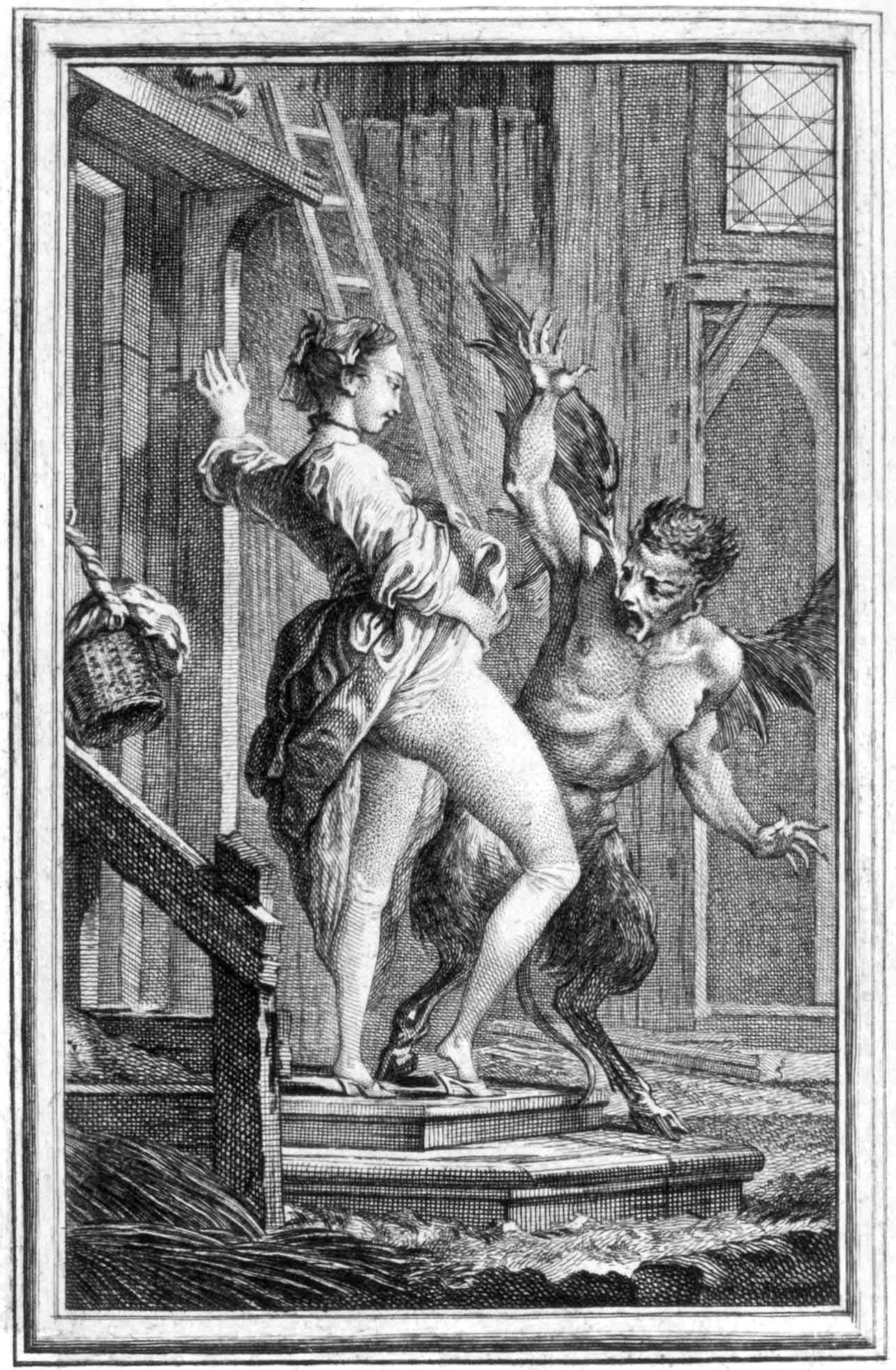
De ontblote vulva levert de godin plezier en laat de demon schrikken (illustratie bestemd voor Jean de La Fontaine

Baubo is een oude vrouw uit de Griekse mythologie die Demeter deed opvrolijken toen ze rouwde om het verlies van haar dochter Persephone.
In zijn Greek Myths schrijft Robert Graves dat Demeter (in vermomming) gast was van koning Celeus in Elefsína. Iambe het kind van de koning, probeerde Demeter op te vrolijken met grappige sensuele verzen. De oude Baubo haalde haar over om gerstewater te drinken, hierna kreunde Demeter onverwacht en van onder haar eigen jurk kwam haar eigen zoon Iacchos tevoorschijn die direct in haar armen sprong en haar kuste. 
In de Homerische hymnen treurt de godin Demeter om haar dochter Persephone die ontvoerd werd door Hades de god van de onderwereld. Baubo – bekend om haar dans en haar ongeremde seksualiteit – maakt Demeter aan het lachen door haar rok op te tillen en haar vulva te tonen.

## Baubo-figurines
Figurines bekend als Baubos worden gevonden in aantal vormen, gewoonlijk met Griekse achtergrond. Ze werden in vele verschillende stijlen gemaakt maar laten altijd de vulva zien. 
- Een mollig figuur met haar benen wijd en de aandacht gericht op haar vulva.
- Een naakt figuur op de rug van een zwijn met een harp in haar handen.
- Een naakte torso zonder hoofd met het gezicht in het lichaam een vulva op de kin.
- Een zittend figuur met een enorm grote vulva tussen de benen.

De figurines hadden meestal mooie hoeden en sommige hielden kopjes vast of harpen. Sommige figurines hebben een uitsparing in het hoofd wat doet vermoeden dat het onderdeel was van een amulet.